# Parafia św. Wojciecha BM w Bulowicach
Parafia Świętego Wojciecha BM w Bulowicach – parafia rzymskokatolicka znajdująca się w Bulowicach. Należy do dekanatu Kęty diecezji bielsko-żywieckiej.